# Putnam Lake
Putnam Lake es un lugar designado por el censo ubicado en el condado de Putnam en el estado estadounidense de Nueva York y además es su sede de condado. En el año 2000 tenía una población de 3,855 habitantes y una densidad poblacional de 384.9 personas por km². Putnam Lake se encuentra ubicado dentro del pueblo de Patterson.

## Geografía
Putnam Lake se encuentra ubicado en las coordenadas 41°28′10″N 73°32′37″O / 41.46944, -73.54361. Según la Oficina del Censo, la ciudad tiene un área total de 11,2 km² (4,3 mi²), de la cual 10 km² (3,9 mi²) es tierra y 1,1 km² (0,4 mi²) (10.21%) es agua.

## Demografía
Según la Oficina del Censo en 2000 los ingresos medios por hogar en la localidad eran de $62,695, y los ingresos medios por familia eran $70,156. Los hombres tenían unos ingresos medios de $50,532 frente a los $31,694 para las mujeres. La renta per cápita para la localidad era de $24,114. Alrededor del 2.0% de la población estaban por debajo del umbral de pobreza.